# Северная пчела
«Северная Пчела» — російська політична і літературна газета, що видавалася в Санкт-Петербурзі в 1825—1864 рр. Спочатку ліберальна, згодом консервативно-монархістська. Заснована Фадеєм Булгаріним, спільно з М. І. Гречем.
Орієнтувалася на читачів, які належали до «середнього стану» (службових дворян, провінційних поміщиків, чиновників, купців, міщан тощо). Тираж був досить значний — до 10 тисяч примірників.
До повстання декабристів дотримувалась ліберального спрямування (тут друкувалися К. Ф. Рилєєв, О. С. Пушкін, Ф. М. Глінка).

Після повстання характер газети змінився: газета стала проурядовим виданням. Зокрема, нею опублікована доповідь слідчої комісії і вирок у справі декабристів. З кінця 1820-х до середини 1850 рр. редакція газети співпрацювала з III відділенням, що дозволяло її критикам називати її «негласним органом III Відділення канцелярії імператора».